# Аньи
Аньи (фр. Agny) — коммуна во Франции, регион О-де-Франс, департамент Па-де-Кале, округ Аррас, кантон Аррас-3. Пригород Арраса, расположен в 5 км к юго-западу от центра города, на правом берегу речки Креншон.
Население (2018) — 1906 человек.

## Экономика
Уровень безработицы (2017) — 11,0 % (Франция в целом — 13,4 %, департамент Па-де-Кале — 17,2 %). 

Среднегодовой доход на 1 человека, евро (2017) — 22 080 (Франция в целом — 21 110, департамент Па-де-Кале — 18 610).

## Демография
Динамика численности населения, чел.

## Администрация
Пост мэра Аньи с 2020 года занимает Паскаль Дютуа (Pascal Dutoit). На муниципальных выборах 2020 года возглавляемый им список одержал победу, получив в 1-м туре 50,26 % голосов и опередив список действовавшего мэра Дидье Тюило (Didier Thuilot) на 4 голоса.